# Edward Archibald
Edward „Ed“ Blake Archibald (* 29. März 1884 in Toronto; † 20. März 1965 Toronto) war ein kanadischer Stabhochspringer.
Bei den Olympischen Zwischenspielen 1906 wurde er Zehnter mit 2,75 m. Er hatte seinen Stab bei der Zugfahrt durch Italien verloren und musste mit einem geliehenen Gerät springen, das zerbrach und ihn beinahe aufspießte. Im Fünfkampf derselben Spiele wurde er Siebter.
Bei den Olympischen Spielen 1908 in London teilte er sich die Bronzemedaille mit Charles Jacobs und Bruno Söderström. Alle drei hatten 3,58 m überquert, während die gemeinsamen Sieger Edward Cook und Alfred Gilbert 3,71 m meisterten.
Edward Archibald wurde von 1907 bis 1909 dreimal kanadischer Meister und 1908 britischer Meister im Stabhochsprung. 1908 wurde er außerdem nationaler Meister im Hammerwurf.